# خشخاش معمولی
خشخاش معمولی (نام علمی: Papaver commutatum) نام یک گونه از سرده خشخاش است.